# Sean McDermott (baloncestista)
Sean McDermott (Anderson, Indiana; 3 de noviembre de 1996) es un baloncestista estadounidense que pertenece a la plantilla del Pallacanestro Trieste de la Lega Basket Serie A italiana. Con 1,98 metros de estatura, ocupa la posición de alero.

## Trayectoria deportiva

### Universidad
Jugó cuatro temporadas con los Bulldogs de la Universidad Butler, en las que promedió 7,8 puntos y 3,9 rebotes por partido. Acabó su carrera en la séptima posición histórica de su universidad en triples anotados, con un total de 200.

### Profesional
Tras no ser elegido en el Draft de la NBA de 2020, el 24 de noviembre firmó un contrato dual con los Memphis Grizzlies de la NBA y su filial en la G League, los Memphis Hustle. Debutó en la NBA el 30 de diciembre de 2020 ante los Boston Celtics, logrando 4 puntos, 3 rebotes y 2 asistencias.
Tras una temporada, y 18 encuentros con el primer equipo, los Grizzlies cortan a McDermott.
El 23 de octubre de 2021 fichó por los Memphis Hustle como jugador afiliado.
El 20 de julio de 2023 firmó con el Openjobmetis Varese de la Lega Basket Serie A italiana.
El 1 de septiembre de 2024 firmó con el Karşıyaka Basket de la Basketbol Süper Ligi (BSL) turca.
El 31 de enero de 2025fichó por el Pallacanestro Trieste de la Lega Basket Serie A italiana.

## Estadísticas de su carrera en la NBA

### Temporada regular
| Año     | Equipo  | PJ | PT | MPP | %TC  | %3P  | %TL   | RPP | APP | ROB | TPP | PPP |
| ------- | ------- | -- | -- | --- | ---- | ---- | ----- | --- | --- | --- | --- | --- |
| 2020-21 | Memphis | 18 | 0  | 8.8 | .394 | .227 | 1.000 | 1.1 | .2  | .1  | .2  | 2.2 |
| Total   | Total   | 18 | 0  | 8.8 | .394 | .227 | 1.000 | 1.1 | .2  | .1  | .2  | 2.2 |